# Wijken en buurten in Montfoort
De Nederlandse gemeente Montfoort is voor statistische doeleinden onderverdeeld in wijken en buurten. De gemeente is verdeeld in de volgende statistische wijken:
- Wijk 00 (CBS-wijkcode:033500)
- Wijk 01 Linschoten (CBS-wijkcode:033501)
- Wijk 02 Willeskop (CBS-wijkcode:033502)

Een statistische wijk kan bestaan uit meerdere buurten. Onderstaande tabel geeft de buurtindeling met kentallen volgens het Centraal Bureau voor de Statistiek (2008):
| CBS-buurtcode | Buurtnaam                            | Inwonertal | Opp. totaal (ha) | Opp. land (ha) | Ligging                |
| ------------- | ------------------------------------ | ---------- | ---------------- | -------------- | ---------------------- |
| BU03350000    | Montfoort                            | 5260       | 182              | 178            | Locatie in de gemeente |
| BU03350001    | Tabakshof en Heeswijk (gedeeltelijk) | 2750       | 37               | 37             | Locatie in de gemeente |
| BU03350100    | Linschoten                           | 3510       | 124              | 121            | Locatie in de gemeente |
| BU03350101    | Polanen                              | 50         | 14               | 14             | Locatie in de gemeente |
| BU03350102    | Cattenbroek                          | 100        | 417              | 414            | Locatie in de gemeente |
| BU03350103    | Heeswijk                             | 420        | 346              | 342            | Locatie in de gemeente |
| BU03350108    | Verspreide huizen Linschoten         | 200        | 910              | 901            | Locatie in de gemeente |
| BU03350109    | Verspreide huizen Mastwijk           | 460        | 590              | 578            | Locatie in de gemeente |
| BU03350200    | Willeskop                            | 320        | 183              | 179            | Locatie in de gemeente |
| BU03350201    | Blokland                             | 160        | 73               | 73             | Locatie in de gemeente |
| BU03350202    | Beneden Kerkweg                      | 250        | 29               | 28             | Locatie in de gemeente |
| BU03350209    | Verspreide huizen                    | 10         | 918              | 911            | Locatie in de gemeente |